# Square de la Place-Dauphine
Pour les articles homonymes, voir Dauphine.
Le square de la Place-Dauphine est un espace vert de Paris, situé dans le 1er arrondissement de Paris.

## Situation et accès
Le square qui s’étend sur 2 665 m2 est situé sur l’île de la Cité et encadré par la rue de Harlay et la place Dauphine qui est située juste derrière le palais de justice.
Ce site est desservi par la ligne 7 à la station de métro Pont-Neuf.

## Origine du nom
Il porte ce nom car il est situé, en grande partie, sur la place Dauphine.

## Historique
La place Dauphine naît de la fusion de plusieurs petits îlots. Décidée par Henri IV, sa construction débute en 1607. D'abord appelée « place Royale », elle est baptisée « place Dauphine » en l'honneur du Dauphin, le futur roi Louis XIII, né en 1601. Débaptisée à la Révolution, elle devient, entre 1792 et 1814, la « place de Thionville ». Elle s'ouvre d'un côté sur le palais de Justice et de l'autre sur la statue équestre d'Henri IV. 
L'actuel no 26 correspondrait à l'emplacement du bûcher sur lequel périt, le 11 ou le 18 mars 1314, Jacques de Molay, le dernier maître de l'ordre du Temple.
Le square a été créé en 1970. On peut en apercevoir les travaux de construction dans le film Le Cerveau de Gérard Oury, sorti en 1969.